# Addicted (single)
Addicted is de derde single van de Canadese rockband Simple Plan, afkomstig van hun debuutalbum "No Pads, No Helmets... Just Balls". Het nummer gaat over de pijn nadat een relatie is beëindigd, en de gevoelens die de zanger nog heeft voor zijn ex. Het kan ook zijn dat een onbeantwoorde liefde het onderwerp is. Het werd de eerste top-50 hit in de Billboard Hot 100 van de band. In Australië bereikte het de top-10. In België en Nederland bereikte het de hitlijsten niet.
"Addicted" is opgenomen in het spel Karaoke Revolution.

## Tracklist
| Nr. | Titel            | Duur |
| --- | ---------------- | ---- |
| 1.  | Addicted         | 3:52 |
| 2.  | Surrender        |      |
| 3.  | Addicted (Video) |      |

| Nr. | Titel                                          | Duur |
| --- | ---------------------------------------------- | ---- |
| 1.  | Addicted                                       | 3:52 |
| 2.  | Addicted (Live in Mexico)                      |      |
| 3.  | Simple Plan Loves to Go Down (Videofragmenten) |      |

## Charts
| Land                | Charts          | Charts |
|                     | Hoogste positie |        |
| ------------------- | --------------- | ------ |
| Australië           | 10              |        |
| Verenigd Koninkrijk | 63              |        |
| Verenigde Staten    | 45              |        |